# Oronzo Tiso
Oronzo Tiso (Lecce, 18 marzo 1729 – Lecce, 18 maggio 1800) è stato un pittore italiano, esponente del tardo barocco della pittura napoletana. Fu molto attivo nella città natale e nel Salento.

## La vita e le opere
Nacque a Lecce da don Domenico Tiso e Teresa Manfredi. Tra il 1746 e il 1749 soggiornò a Napoli, dove studiò diritto canonico e si formò artisticamente nella scuola di Francesco De Mura.

### Gli inizi
Tornato a Lecce nel 1752, fu ordinato sacerdote e nella sua qualità di mansionario della cattedrale si impegnò nella decorazione del Duomo di Lecce (1757-1758), realizzando i dipinti dell'area presbiteriale:
- Assunta
- Sacrificio di Noé dopo il diluvio
- Sacrificio del profeta Elia
- Trasporto dell'Arca santa (ora nella chiesa di Sant'Irene)

e la tela per il terzo altare a sinistra:
- Martirio di san Fortunato

Nella città salentina il Tiso ebbe modo di conoscere, anche solo in forma mediata, gli sviluppi della pittura veneziana: i suoi teleri infatti, nell'uso dei colori e nelle audaci prospettive, mostrano una certa influenza dell'arte lagunare (Tiepolo, in particolare).

### Le tele a Casarano
Secondo alcuni studiosi a Casarano si troverebbero un gran numero di tele del Tiso, dipinte subito dopo quelle custodite nella cattedrale di Lecce. Tali dipinti, realizzati negli anni '70 del settecento per la chiesa matrice, per la cappella San Pietro e per la chiesa dell'Immacolata, sarebbero stati quelli della consacrazione per l'artista pugliese, tanto da procurargli poi commissioni in tutto il Salento.
Nella chiesa parrocchiale (Matrice) dipinse:
- La fornace di Babilonia
- La Vergine annunciata
- La comunione di san Giovanni Elemosiniere
- L'elemosina di san Giovanni Elemosiniere
- L'arcangelo Michele e L'arcangelo Raffaele

Nella chiesa dell'Immacolata:
- L'Assunta
- Nascita della Vergine
- La purificazione della Vergine
- La presentazione della Vergine al tempio
- L'annunciazione
- La visitazione
- San Vito
- San Francesco Saverio

Nella cappella di San Pietro:
- San Giuseppe con Bambino
- San Giovanni Battista
- Angelo custode e Arcangelo Michele
- La Vergine col Bambino ed i santi Pietro e Paolo

### I dipinti di Uggiano la Chiesa
In particolare il Tiso realizzò per la chiesa parrocchiale di Santa Maria Maddalena a Uggiano la Chiesa una serie di tele nell'area presbiteriale:
- San Filippo Neri e San Francesco Saverio
- San Vito martire
- San Paolo e San Pietro

e  otto tele con Storie della Maddalena:
- La cena in casa di Simone
- L'unzione di Gesù a Betania
- La resurrezione di Lazzaro
- L'angelo annuncia alle donne la resurrezione di Gesù
- “Noli me tangere”
- Maria Maddalena nella grotta di Sainte-Baume
- Lo sbarco di Maria Maddalena a Marsiglia
- La glorificazione di Maria Maddalena

### Altre opere
Altri dipinti a lui attribuiti sono:
- Sant'Antonio da Padova (Lecce, basilica di Santa Croce, una delle sue opere più famose);
- Gloria di san Vincenzo de' Paoli (Lecce, chiesa di Santa Maria dell'Idria)
- Vergine in gloria e i santi Benedetto e Ignazio (Lecce, pinacoteca provinciale)
- Madonna e il Bambino tra i santi (Lecce, chiesa di Santa Maria della Grazia, sopra l'altare della navata sinistra)[3]
- dipinto d'altare (Lizzanello, parrocchiale) , oltre ad altre 4 tele trafugate la notte tra il 4 e il 5 novembre del 1985 e mai ritrovate;
- San Francesco di Paola e San Gaetano da Thiene (Maglie, chiesa collegiata)
- quattro tele (Gallipoli, oratorio dell'Immacolata)
- Predicazione di sant'Oronzo e Martirio di sant'Oronzo (Campi Salentina, chiesa di Sant'Oronzo)
- Santa Maria assunta in cielo (Oria, cattedrale)
- Gloria del beato Lorenzo da Brindisi (Brindisi, chiesa di Santa Maria degli Angeli, nella prima cappella a sinistra)
- San Giuseppe con il Bambino (Rionero in Vulture, chiesa di Sant'Antonio)
- Madonna e due santi (Policoro, chiesa di Santa Maria del Ponte)
- Riposo in Egitto (Montalbano Jonico, chiesa di Santa Maria)
- Gesù e l'adultera e Gesù e la Samaritana al pozzo (Acerenza, episcopio)
- Il sogno di Abramo, Il sogno di Giuseppe e Benedizione di Giacobbe (Bari, pinacoteca provinciale)
- Trasporto dell'arca santa (Presicce, chiesa di Sant'Andrea Apostolo) Il soggetto è identico a quello conservato nell'abside della chiesa di Sant'Irene a Lecce.